# Giovanni Alberto Agnelli
Pour les articles homonymes, voir Famille Agnelli et Agnelli.
Giovanni Alberto Agnelli, dit « Giovannino Agnelli », né le 19 avril 1964 à Milan et mort le 13 décembre 1997 à Venaria Reale, était un homme d'affaires italien, héritier d'une dynastie d'industriels, désigné par son oncle, Gianni Agnelli, pour lui succéder à la tête de l'empire Fiat.

## Biographie
Fils de Umberto Agnelli et d’Antonella Bechi Piaggio, Giovanni Alberto Agnelli fut le président de la société Piaggio de 1993 jusqu’à sa mort.
Comme tous les enfants de la dynastie Agnelli, il fréquenta le lycée San Giuseppe de Turin.
Sa mère, Antonella Bechi Piaggio, après la séparation avec Umberto Agnelli en 1974, emmena le petit Giovannino avec elle à Atlanta, aux États-Unis en Géorgie, où elle possédait une base résidentielle et un élevage de chiens. Ses parents se remarieront tous les deux la même année, Umberto Agnelli avec la princesse Allegra Caracciolo, cousine de Marella, épouse de Giovanni Agnelli et Antonella Bechi Piaggio avec le duc Uberto Visconti di Modrone, parent éloigné de Allegra Caracciolo.
Giovannino fait ses études aux États-Unis, à l'Académie militaire McCallie de Chattanooga dans le Tennessee et ensuite à l'université Brown de Providence à Rhode Island. Il en sortira diplômé d'un master en relations internationales avec une thèse sur le Moyen-Orient.
En 1982, il revient des États-Unis pour travailler au sein du groupe Fiat, dans la société Comau de Grugliasco, premier constructeur mondial de robots industriels pour l'automobile. Il y figure sous le nom de « Giovannino Rossi » afin de ne pas se faire reconnaître.
Après avoir terminé ses études, il effectue son service militaire en Italie, comme carabinier-parachutiste. Le 21 avril 1986, il est incorporé dans le bataillon Tuscania de la brigade parachutiste Folgore, dont son grand-père maternel avait été l'un des principaux officiers supérieurs. Il reste simple soldat car, l'État italien ne reconnaissant pas les diplômes américains, il ne put s'inscrire à l'école des officiers.
Le 15 novembre 1993, Giovanni Alberto Agnelli entre au conseil d'administration de Fiat Group.

« La funzione dell’industria non è solo e neanche principalmente quella del profitto. Lo scopo è migliorare la qualità della vita mettendo a disposizione prodotti e servizi »

— Giovanni Alberto Agnelli in occasione del cinquantenario della Vespa - Roma 19 settembre 1996

« Le rôle de l'industrie n'est pas seulement ni même principalement de réaliser des profits. Son but doit être d'améliorer la qualité de la vie en mettant à la disposition du public des produits et des services. »

— Extrait du discours prononcé à Rome le 19 septembre 1996 pour les 50 ans de la Vespa.
En novembre 1996, Giovanni Alberto Agnelli épouse Avery Howe, avec laquelle il a une fille, Virginia Asia, née un an plus tard, en septembre 1997.
Il œuvra pour créer un musée au sein des anciennes usines Piaggio qui regroupe tous les modèles de scooter produits par la marque. Le musée ouvrit au public quatre ans après sa mort et lui est dédié, en hommage pour son action pour la société.
Giovanni Alberto Agnelli meurt le 13 décembre 1997 à la suite d'une forme extrêmement rare de cancer foudroyant de l'estomac, malgré un traitement dans des centres spécialisés aux États-Unis.